# Roxby Downs Municipal Council
Koordinaten: 30° 34′ S, 136° 54′ O

Der Municipal Council of Roxby Downs ist ein lokales Verwaltungsgebiet (LGA) im australischen Bundesstaat South Australia. Das Gebiet ist 110 km² groß und hat knapp 4000 Einwohner (Stand 2021).
Roxby Downs ist eine von zwei LGAs von South Australia inmitten des Outback und liegt etwa 550 Kilometer nordwestlich der Metropole Adelaide. Das Gebiet umfasst die Ortschaft Roxby Downs mit dem Verwaltungssitz und die Mine von Olympic Dam.

## Verwaltung
Roxby Downs hat anders als die anderen LGAs von South Australia keinen Council, sondern wird von einem Administrator und seinem Stab verwaltet.